# Manuel Rosé
Manuel Rosé (9 de enero de 1882, Las Piedras - 16 de enero de 1961, Montevideo) fue un artista plástico uruguayo.

## Biografía
Viajó a Italia para estudiar en la Academia de Bellas Artes en Roma, y fue becado en la Academia Grande Chaumière y Collarossi en París, Francia.
Posteriormente obtuvo una beca en la Academia Vitti, con los profesores Kees van Dongen y Anglada Camarasa, donde se formaron José Cuneo y Carmelo de Arzadun.
Participó como docente en Montevideo, en el Círculo Fomento de Bellas Artes.
Pintó los paisajes que rodean la ciudad de Las Piedras, donde vivió varios años, y de las Sierras de Córdoba.
En su homenaje, el Liceo Manuel Rosé de Las Piedras, declarado monumento histórico nacional, lleva su nombre.

## Obras
- 1910, Jarrón con Flores. [4]
- 1911, Tipo de española.[4]
- 1924, La italiana
- 1924, La cantera .[4]
- 1927, La sultana
- 1940, Marina
- 1952, El payaso con globo
- 1956, Payaso con guitarra.[4]
- 1956, Payaso con caballo blanco l[4]
- Artigas en el Cerrito
- La Batalla de Las Piedras
- La Asamblea de la Florida
- Duelo[4]
- Paisaje[4] y Matías

## Premios y reconocimientos
- 1937, Primer Premio Salón Nacional de Pintura.
- 1929, Medalla de Oro. Exposición Americana de Sevilla.[5]